# Supernova (película de 1992)
Supernova es una película de 1992 dirigida por Juan Miñón y protagonizada por Marta Sánchez. Pese a la enorme publicidad y expectación que tuvo la primera incursión en el cine de la cantante, la película tuvo una pésima acogida tanto de crítica como de público. Está vagamente inspirada en el clásico de 1927 Metrópolis, del que toma como referente la creación de una replicante para suplantar la personalidad de un ídolo de masas, pero reformulado en clave posmodernista.

## Argumento
El conde Nado, aristocrático personaje a la vez que magnate de “Don Flan”, una multinacional de flanes, está enamorado de la cantante intergaláctica Fénix. Al no poderla conseguir con los métodos tradicionales, el malvado Nado secuestra a la científica Avelina para que fabrique una replicante de la cantante: Supernova. Satur, un joven dibujante de cómics, también está obsesionado con la famosa estrella del rock, dibujándola constantemente hasta que decide conocerla a través de la presentación de sus dibujos. Mientras tanto, el conde Nado, una vez creada Supernova, y con la ayuda de su secuaz Tocinito, secuestra a Fénix y coloca en su lugar a la replica de esta, para que haga su función en el mundo de la canción, mientras él tiene la intención de tener un hijo de ella. Los oscuros propósitos del conde se verán obstaculizados por la decisión de Satur en averiguar la verdad. Pero, además, Supernova se da cuenta del engaño y vuelve a transmutarse por sí misma, cuantas veces desea, por Fénix, dándose peculiares situaciones.

## Comentarios
La película se estrenó el 26 de febrero de 1993.

## Reparto
| Intérprete             | Personaje        |
| ---------------------- | ---------------- |
| Marta Sánchez          | Supernova        |
| Guillermo Montesinos   | Floro            |
| Javier Gurruchaga      | Conde Nado       |
| Gabino Diego           | Saturnino        |
| Chus Lampreave         | Avelina          |
| Neus Asensi            | Wanda            |
| Ángel Alcázar          | Hugo             |
| David Gil              | Tocinito         |
| Andrés Lima            | Mendiguren       |
| Francine Gálvez        | Francine Gálvez  |
| Sonsoles Benedicto     | Emilia           |
| Carmen Segarra         | Aurora           |
| Jorge Bosso            | Instructor       |
| Carmen Martínez Sierra | Madre de Avelina |
| Manuel Huete           | Padre de Avelina |
| Charlie Hussey         | Paquete          |